# Турисмунд
Турисмунд је постао краљ Визигота након погибије свог оца Теодорика I у бици на Каталаунским пољима 451. године. 
Турисмунд је био први од визиготских краљева који је почео да размишља о Визиготском краљевству независном од Рима, што је Аеција натерало да скује заверу против њега заједно са његовом браћом, Фредериком и Теодориком и да га убије 453. године. На престолу га је наследио брат Теодорик као Теодорих II.
О Турисмундовом животу сведоче дела историчара Јордана и Исидора Севиљског.

## Биографија
Турисмунд је био најстарији од шесторице синова визиготског краља Теодориха I. Имао је и неколико сестара, од којих је једна 449. удата за Рехијара краља Свеба. Једна друга сестра била је удата за Хунериха, сина вандалског владара Гејзериха (429?). Међутим, када је Гејзерих уочио прилику да ожени Хунериха Евдокијом ћерком цара Валентинијана III, оптужио је своју снаху да је планирала његово убиство и вратио је унакажену оцу, због чега је пропао вандалско-визиготски савез.
Године 451. среће се са својим братом Теодорихом у војсци свог оца који је са римским војсковођом Аецијем склопио савез против Атиле. У одлучујућој бици на Каталаунским пољима у близини Троје налазио се на левом крилу које је предводио Аеције, где је дошло до првог судара са Хунима. Борба се наставила и током ноћи. Тада је Турисмунд дошао близу хунског града. Избегао је заробљеништво само захваљујући храбром држању својих људи. Другога дана је откривен Теодорихов леш, па је Турисмунд на сахрани извикан за краља. 
После битке на Каталаунским пољима Турисмунд је хтео да поново нападне Хуне и освети оца. Међутим, Аеције, који није хтео да Готи ојачају, успео је да Турисмунда одврати од ове замисли. Турисмунд се одмах вратио кући у Тулуз, страхујући да би његова браћа могла да уграбе краљево благо које се налазило тамо и на тај начин дођу до власти. Турисмунд је међутим остао на власти. 
Као и отац настојао је да ојача независну готску државу и прошири своју власт. То је неизбежно водилу сукобу са Римом. Ако је Турисмунду као његовом брату Теодориху учитељ био каснији цар Авит, то на њега сигурно није имало већег утицаја. Сидоније Аполинар га зове најокрутнијим готским краљем (regem Gothiae ferocissimum). Док је Аеције био заузет Хунима у Италији (452), Турисмунд је успешно напао Алане, који су становали око Орлеана у долини Лоаре. Међутим, док је напад на Алане могао да се протумачи као одмазда, препад на јаке зидине Арла био је довољно јасан знак Турисмундовог непријатељског расположења према Римљанима. Турисмунд је, међутим, ушао у преговоре са галским преторијанским префектом Фереолом, који је успео да га на једној гозби наговори на повлачење. Ова чињеница се огледа и у Фредегаровој причи по којој је Турисмунд због изузетно драгоцене посуде пристао на мир. У сваком случају, поред префектовог умећа убеђивања своју улогу је одиграо и поклон. Међутим, суштински разлог Турисмундовој изненадној предусретљивости биле су узнемиравајуће вести које су долазиле из престонице. Његово непријатељско држање према Римљанима чини се да је било узрок његовим напетим односима са браћом Теодорихом и Фредерихом, који су се сад латили оружја. 
| латински оригинал: Cum rex ea moliretur, quae et Romanae paci et Gothicae adversarentur quieti, a germanis suis, quia noxiis dispositionibus inrevocabiliter instaret, occisus est. | српски превод: Када је краљ предузео оно што је било противно и римском и готском миру, убила су га браћа, јер никако није одустајао од издавања злочиначких наређења. |

Према Гргуру Турском, браћа су га издајнички убила „после много свађа и борби“ (post multas lites et bella). Према Јорданесу, када је у наступи болести хтео да пусти крв из вене, нападнут је на подстицај неког „Аскалка“ и убијен после снажног отпора у ком је столицом усмртио више нападача.
У сваком случају, окончао је живот у трећој години своје владавине, односно у лето 453.